# 경상남도산청교육지원청
경상남도산청교육지원청(慶尙南道山淸敎育支援廳, Sancheong Office of Education)은 경상남도 산청군의 교육 사무를 담당하기 위해 경상남도교육청 산하에 설치된 기관이다.
교육장은 장학관으로 보한다.

## 연혁
- 1943년 12월 1일: 산청군청 내무과 학무계
- 1952년 6월 4일: 교육자치제 실시로 산청교육청으로 개편
- 1964년 1월 1일: 교육자치제로 교육청독립(학무과, 관리과로 편제)
- 2010년 9월 1일: 경상남도산청교육지원청으로 명칭 변경

## 조직

### 본청
- 교육지원과
  - 초등교육담당
  - 중등교육담당
  - 평생체육담당
  - 보건급식담당
- 행정지원과
  - 행정지원담당
  - 교육협력담당
  - 교육재정담당
  - 시설지원담당
  - 학교지원담당

### 소속기관
- 산청도서관
- 산청학생야영수련원(English Camp village)
- 산청Wee센터
- 산청특수교육지원센터
- 산청유평학생야영수련원

### 관내학교
초등학교
| - 금서초등학교 - 단계초등학교 - 단성초등학교 - 덕산초등학교 | - 도산초등학교 - 산청초등학교 - 삼장초등학교 - 생비량초등학교 | - 생초초등학교 - 신안초등학교 - 신천초등학교 | - 오부초등학교 - 차황초등학교 |

중학교
| - 경호중학교 - 단성중학교 - 덕산중학교 | - 산청중학교 - 차황분교 - 생초중학교 - 신등중학교 |

## 같이 보기
- 대한민국 교육부
- 경상남도
- 경상남도청
- 경상남도교육청